# Marc Gual Huguet
Marc Gual (Badalona, Barcelona, 13 de marzo de 1996) es un futbolista español que juega de delantero en el Rio Ave F. C. de la Primeira Liga portuguesa.

## Trayectoria

### R. C. D. Espanyol
Nacido en Badalona, Barcelona, jugó en la cantera del C. F. Badalona y al F. C. Barcelona en su juventud, antes de unirse a las categorías inferiores del R. C. D. Espanyol en 2013. Debutó con el filial el 4 de octubre de 2015, en un empate 1-1 en casa contra el Valencia Mestalla en la Segunda División B.
Anotó su primer gol como profesional el 3 de enero de 2016, el primero tanto del empate 2-2 a domicilio ante el Villarreal C. F. "B". El 12 de marzo, marcó un doblete en la goleada en casa por 4-0 al C. D. Olímpic de Játiva. Tras marcar seis goles al comienzo de temporada con el filial periquito, el club catalán aceptó un traspaso para que el jugador fichara por el filial del Sevilla F. C. por lo que restaba de temporada y dos más.

### Sevilla F. C.
El 9 de noviembre de 2016 firmó un contrato de tres años con el filial del Sevilla F. C., el Sevilla Atlético, recientemente ascendido a Segunda División. Llegó como reemplazo de los lesionados Carlos Fernández y Marián Shved. El delantero catalán hizo su debut diez días después, siendo además el autor del segundo gol de su equipo en un empate 2-2 a domicilio contra el R. C. D. Mallorca. Gual anotó un doblete en la derrota a domicilio por 2-3 ante el Elche C. F. el 9 de abril y, una semana después, anotó un hat-trick en la goleada en casa por 6-2 al Real Valladolid. Durante la temporada, Gual marcó trece goles con el equipo, convirtiéndose en el segundo máximo goleador del filial sevillista. A comienzos de la temporada 2017-18, los números obtenidos en la campaña anterior hicieron que tanto el Málaga C. F. como el Girona F. C. se interesasen en su fichaje. Además, llegó a ser convocado con el primer equipo para la pretemporada del club sevillista.
El 9 de agosto de 2018 el Real Zaragoza anunció su cesión por una temporada. El 28 de junio de 2019, el recién descendido Girona F. C. consiguió su cesión con opción de compra. En el conjunto gerundense estuvo en condición de préstamo durante la primera mitad de la campaña, con los que disputó 19 encuentros y anotó cuatro goles.
En enero de 2020 fue cedido al Real Madrid Castilla Club de Fútbol hasta final de temporada. Fue cedido por el Girona F. C., aunque su pase era propiedad del Sevilla F. C. En la filas del Castilla jugó seis partidos y marcó dos tantos antes del parón por la pandemia de COVID-19.
El 1 de septiembre de 2020 se comprometió con la A. D. Alcorcón por dos temporadas. El 7 de enero de 2022, seis meses antes de su finalización y tras un mal rendimiento con la entidad alfarera, se le rescindió el contrato. Durante las dos temporadas con el Alcorcón sumó 50 partidos y marcó 6 goles.

### SC Dnipro
Después de esta etapa en el conjunto alfarero, firmó con el S. C. Dnipro-1 de la Liga Premier de Ucrania hasta verano de 2024. Solo 42 días después de su fichaje, y antes de que se reanudara la temporada ucraniana tras el parón invernal, la liga se suspendió por la invasión rusa de Ucrania y regresó a España.
La FIFA suspendió los contratos de todos los jugadores y entrenadores extranjeros afiliados a la Asociación Ucraniana de Fútbol el 7 de marzo de 2022. Dieciséis días después, se unió al Jagiellonia Białystok de la Ekstraklasa polaca hasta el final de la temporada. En su debut el 3 de abril, marcó el gol de la victoria en el séptimo minuto del tiempo añadido en la victoria en casa por 2-1 sobre el Zagłębie Lubin. El 28 de junio, su préstamo fue prorrogado un año más con el equipo bialystokense.
Junto a su compatriota Jesús Imaz, ambos delanteros registraron más de 30 goles con el Jagiellonia. El 21 de abril de 2023 anotó un triplete frente al Wisła Płock en la victoria por 2-4 a domicilio. Su buen rendimiento con el Jaga atrajo el interés de varios clubes, entre ellos el Legia de Varsovia, que confirmó su fichaje en el mercado de invierno de la temporada 2022-23, después de que el futbolista español rescindiera su contrato con el Dnipro. Se uniría al conjunto varsoviano a partir del 1 de julio, una vez termine la campaña con el Jagiellonia. La temporada 2022/23 finalizó con Marc Gual como máximo anotador del campeonato, con 16 goles marcados.

### Legia de Varsovia
El 11 de mayo de 2023 firmó un contrato por tres temporadas con el Legia de Varsovia de la Ekstraklasa, siendo efectiva desde el 1 de julio del mismo año. Al inicio de la tercera de ellas, tras haber marcado treinta goles y haber conquistado la Copa y dos veces la Supercopa de Polonia, fue traspasado al Rio Ave F. C. portugués.

## Selección nacional
En septiembre de 2017 fue convocado por Albert Celades, seleccionador de la selección de fútbol sub-21 de España. Marc Gual registró tres partidos con «La Rojita», debutando con la selección el 1 de septiembre de 2017 en un partido amistoso contra Italia.

## Clubes
| Club                                | País     | Año       |
| ----------------------------------- | -------- | --------- |
| R. C. D. Espanyol "B"               | España   | 2015-2016 |
| Sevilla Atlético                    | España   | 2016-2020 |
| Real Zaragoza (cedido)              | España   | 2018-2019 |
| Girona F. C. (cedido)               | España   | 2019-2020 |
| Real Madrid Castilla F. C. (cedido) | España   | 2020      |
| A. D. Alcorcón                      | España   | 2020-2022 |
| S. C. Dnipro-1                      | Ucrania  | 2022-2023 |
| Jagiellonia Białystok (cedido)      | Polonia  | 2022-2023 |
| Legia de Varsovia                   | Polonia  | 2023-2025 |
| Rio Ave F. C.                       | Portugal | 2025-     |

## Palmarés

### Títulos nacionales
| Título               | Club              | País    | Año  |
| -------------------- | ----------------- | ------- | ---- |
| Supercopa de Polonia | Legia de Varsovia | Polonia | 2023 |
| Copa de Polonia      | Legia de Varsovia | Polonia | 2025 |
| Supercopa de Polonia | Legia de Varsovia | Polonia | 2025 |